# ويليام إتش. ويد
ويليام إتش. ويد هو سياسي أمريكي، ولد في 3 نوفمبر 1835 في سبرينغفيلد في الولايات المتحدة، وتوفي في 13 يناير 1911 في سبرينغفيلد في الولايات المتحدة. نشط حزبياً في الحزب الجمهوري. وقد انتخب عضو مجلس نواب ولاية ميزوري ‏ وانتخب عضو مجلس النواب الأمريكي ‏.